# Cọc vàng
Cọc vàng (danh pháp khoa học: Lumnitzera racemosa) là một loài thực vật có hoa trong họ Trâm bầu. Loài này được Willd. miêu tả khoa học đầu tiên năm 1803.